# Littérature capverdienne
La littérature capverdienne est une littérature africaine, principalement de langue portugaise, qui s'est développée dans l'archipel qui constitue aujourd'hui la république du Cap-Vert, d'abord à partir de la littérature lusophone, puis en intégrant les éléments de l'identité et des langues créoles capverdiennes. La population du pays se monte en 2024 à environ 600 000 Cap-Verdiens et Cap-Verdiennes, diaspora non comprise, alors que le cap des 200 000 habitants est atteint seulement vers 1960.

## Histoire
On peut distinguer approximativement quatre périodes.

### Avant 1936
La génération des écrivains formés avant 1936 s'appuie sur les traditions littéraires portugaises. En font partie José Lopes da Silva (en), António Januário Leite, Pedro Cardoso et Eugénio Tavares. Même si ces deux derniers s'expriment aussi en créole, les réalités du Cap-Vert sont peu présentes dans les œuvres de cette période. Le premier recueil de poésie, Caboverdeanas de Pedro  Cardoso, est publié à Praia en 1915.

### LesClaridosos
L'année 1936 marque le tournant de la modernité avec la création de la revue Claridade (1936-1960). Les auteurs qui s'inscrivent dans cette mouvance, tels que Baltasar Lopes da Silva, Manuel Lopes, Jorge Barbosa, Aguinaldo Fonseca, António Aurélio Gonçalves ou Henrique Teixeira de Sousa, sont surnommés Claridosos. Leur objectif est l'émancipation culturelle, sociale et politique de la société cap-verdienne. Le premier roman capverdien, Chiquinho de Baltasar Lopes, paraît en 1947. Le journaliste Ovídio Martins promeut activement la littérature en langue créole cap-verdienne.

### DesClaridososà l'indépendance
Une nouvelle génération, depuis les Claridosos jusqu'à l'indépendance (1975), prend en compte les racines africaines et les thématiques révolutionnaires. 

### Après l'indépendance
Après l'indépendance, les productions littéraires combinent souvent l'approche des études postcoloniales et celle du féminisme. Germano Almeida et Orlanda Amarílis sont les figures de proue de cette période. L'œuvre du poète José Luís Tavares est plusieurs fois récompensée. En 2009, le journaliste et poète Arménio Vieira reçoit le prix Camões et devient ainsi le premier de son pays à recevoir cette récompense.

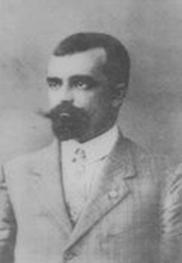
Eugénio Tavares (1867-1930)
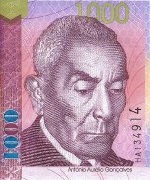
António Aurélio Gonçalves (1901-1984)
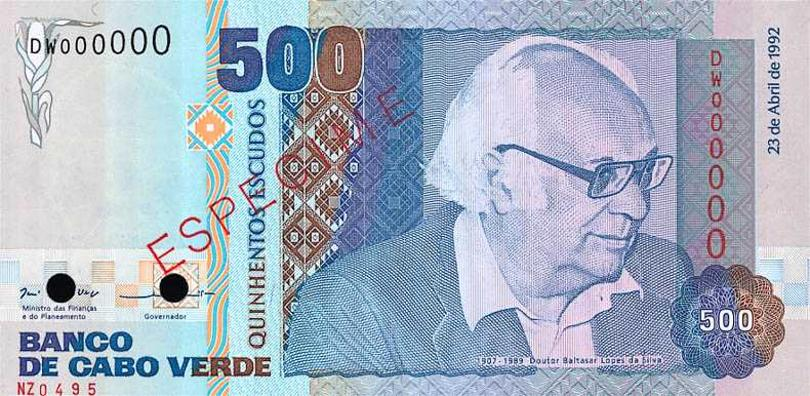
Baltasar Lopes da Silva (1907-1989)
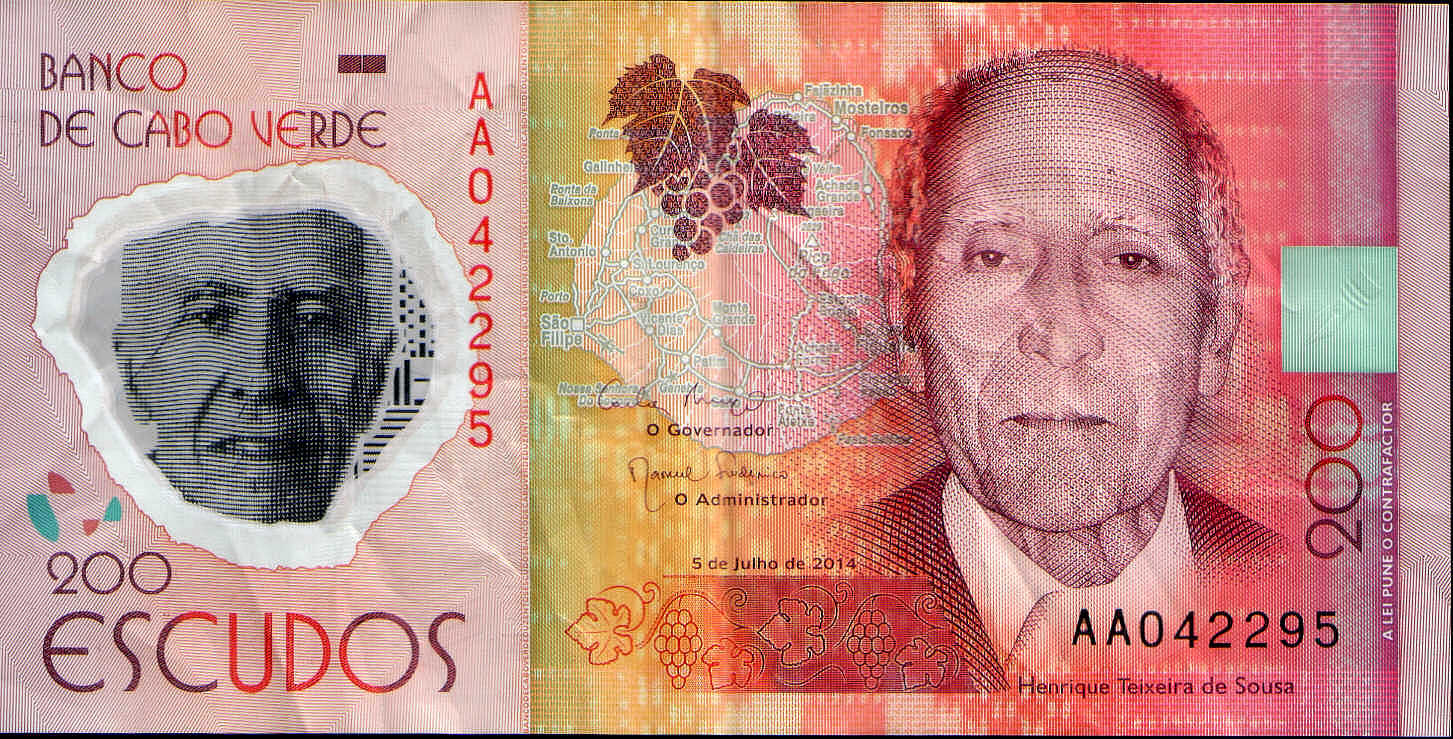
Henrique Teixeira de Sousa (1919-2006)
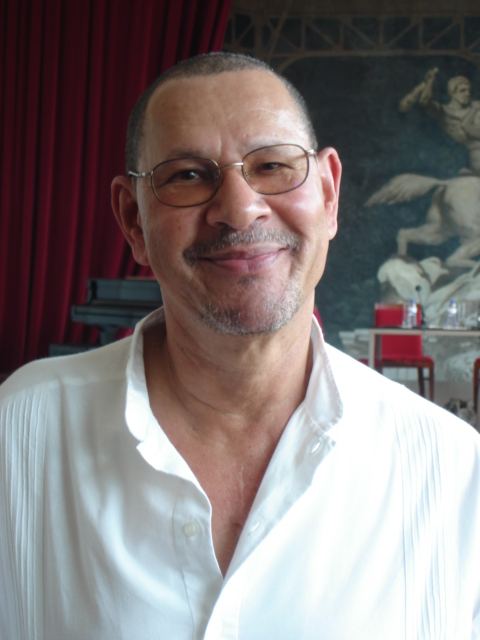
Germano Almeida (1945-)

## Littérature orale
La tradition orale du Cap-Vert est riche en devinettes, devises, contes, fables, par exemple celle de Ti Lobo (le loup).